# Breivikbotn
Breivikbotn är en tätort i Hasviks kommun i Finnmark fylke i norra Norge. Orten ligger vid fylkesväg 882 på ön Sørøya. Den utgör kommunens centralort.